# 동계천
동계천은 광주광역시 동구 지산동에서 발원하여 서구 양동의 복개상가 인근에서 광주천으로 합류하는 하천이다. 현재 이 하천은 전구간 복개되어 주로 주차공간으로 이용되고 있다. 전남여고 부근에서는 다른 골짜기에서 오는 지천이 합류했다.